# ロドリゲスダルマインコ
ロドリゲスダルマインコ（Psittacula exsul）は、オウム目インコ科に属する鳥類の一種である。絶滅種。

## 分布
この種はかつて、ロドリゲス島に生息していた。その特徴のいくつかは関連する種から分岐して、ロドリゲスの長期的な隔離とその後の適応を示している。

## 概要
長さ約40センチメートルのロドリゲスダルマインコは、ワカケホンセイインコのほどの大きさだったという。その羽はほとんど灰色がかったスレートブルー。これは、ほとんどが緑色の種を含む属であるホンセイインコ属では珍しかった。オスはメスよりも色が濃く、黒いくちばしではなく赤みがかっていましたが、成熟した男性の外観の詳細は分かっていない。オスの標本は1つしか知られてなく、未成熟であると考えられている。成熟したオスは、関連するオオホンセイインコのように翼に赤い斑点を持っていた可能性がある。雌雄ともに喉からうなじまで黒い筋が走っていた。だがこれはオスの方がより明確だった。足は灰色で、虹彩は黄色。いくつかの17世紀の報告は、種の一部の種類が緑色であったことを示している。これは、青色と緑色の両方の色の変化が起こったことを示唆していますが、これらの報告についての明確な説明はない。生活の中でのその行動についてはほとんど知られていないが、葉と一緒に果実や種子を食べていたとされる。そして話すことも可能だったという。

## 絶滅
この種は1726年にはまだたくさんいたが、1761年には、激減していた。その原因は、人間による過度の狩猟と森林伐採の組み合わせによって激減したことである。さらにはサイクロンによって、生息地が壊滅したことも致命的だったという。開拓者は一般的にロドリゲスダルマインコを食べていたようだ。ロドリゲスダルマインコは1843年にはまだかなり一般的だった可能性がある。1870年頃、一連のサイクロンが襲い、残りの個体を壊滅させた可能性がある。完全に絶滅したのは、19世紀後半だと言えるだろう。